# Élection présidentielle américaine de 1852 en Alabama
L'élection présidentielle américaine de 1852 en Alabama se déroule le 2 novembre 1852, dans le cadre de l'élection présidentielle de 1852. Elle voit la large victoire de l'ancien sénateur du New Hampshire Franklin Pierce face au général Winfield Scott. Comme dans les États esclavagistes, John Parker Hale n'est pas présent sur les bulletins de vote. 
La présence du sénateur de l'État William Rufus DeVane King sur le ticket démocrate à contribué à la victoire de Pierce.

## Résultats
| Candidats       | Candidats                 | Candidats                  | Grands électeurs | Vote populaire | Vote populaire |
| À la présidence | À la vice-présidence      | Parti                      | Grands électeurs | Voix           | %              |
| --------------- | ------------------------- | -------------------------- | ---------------- | -------------- | -------------- |
| Franklin Pierce | William Rufus DeVane King | Parti démocrate            | 9                | 26 881         | 60,89          |
| Winfield Scott  | William Alexander Graham  | Parti whig                 | 0                | 15 061         | 34,12          |
| George Troup    |                           | Southern Rights Party (en) | 0                | 2 205          | 4,99           |